# Anna-Teresa Tymieniecka
Anna-Teresa Tymieniecka (Marianowo, Mazovia, Polonia), 28 de febrero de 1923 – Pomfret, Vermont, EE. UU.,  7 de junio de 2014) fue una filósofa y escritora polaco-estadounidense. Fue una de las fenomenólogas contemporáneas más importantes y activas, fundadora y presidenta del Instituto Mundial de Fenomenología. También fue editora de la serie de libros Analecta Husserliana desde finales de la década de 1960.

## Biografía
Tymieniecka nació en Marianowo, Polonia en el seno de una familia polaco-francesa, hija de Władysław Tymieniecki y Maria Ludwika Loewenstein. Estuvo casada con el economista holandés-estadounidense Hendrik Houthakker durante 52 años hasta su muerte en 2008. Tuvieron tres hijos; Louis, Jan e Isabelle.
Tymieniecka murió el 7 de junio de 2014 en Pomfret, a los 91 años

### Formación
Su primera vinculación con la filosofía se produjo al leer Doctrina sobre el contenido y el objeto de las representaciones (Zur Lehre vom Inhalt und der Gegenstand Vorstellungen) de Kazimierz Twardowski, fundador de la Escuela de Leópolis-Varsovia, así como obras de Platón y de Henri Bergson. Finalizada la Segunda Guerra Mundial estudió filosofía en la Universidad Jaguelónica en Cracovia bajo la guía de Roman Ingarden, que había sido alumno de Kazimierz Twardowski y de Edmund Husserl. Al mismo tiempo estudió en la Academia de Bellas Artes de Cracovia.
Después realizó un doctorado sobre la fenomenología de Nicolai Hartmann y Roman Ingarden en la Universidad de Friburgo, Suiza, (donde estudió con Józef Maria Bocheński) y otro doctorado en La Sorbona, en Francia, finalizado en 1951. 

## Analecta Husserliana
Desde su creación en 1968 (aunque la primera obra de la colección parece haber aparecido recién en 1971), Anna-Teresa Tymieniecka fue la editora de la serie Analecta Husserliana: la producción anual de investigación fenomenológica tiene el objetivo de desarrollar y transmitir las ideas de  Edmund Husserl y su enfoque fenomenológico. La colección fue creada en continuación de la serie Jahrbuch für Philosophie und Phänomenologische Forschung, editada por el mismo Husserl, con los siguientes principales temas: el ser humano y la condición de su vida. Además de Analecta Husserliana, el Instituto Mundial de Fenomenología (The World Phenomenology Institute) publica la revista científica Phenomenological Inquiry en la que Anna-Teresa Tymieniecka actuó también como editora.